# Yerevan Brandy Company
La Yerevan Brandy Company (YBC) (en arménien Երևանի Կոնյակի Գործարան, « société des brandies d'Erevan ») est l'entreprise principale en Arménie pour les boissons alcoolisées. Sa marque principale est le brandy Ararat. La société exporte sa production principalement en Russie (85 %), en Ukraine et en Biélorussie. Elle est actuellement une filiale du géant français Pernod Ricard.

## Histoire

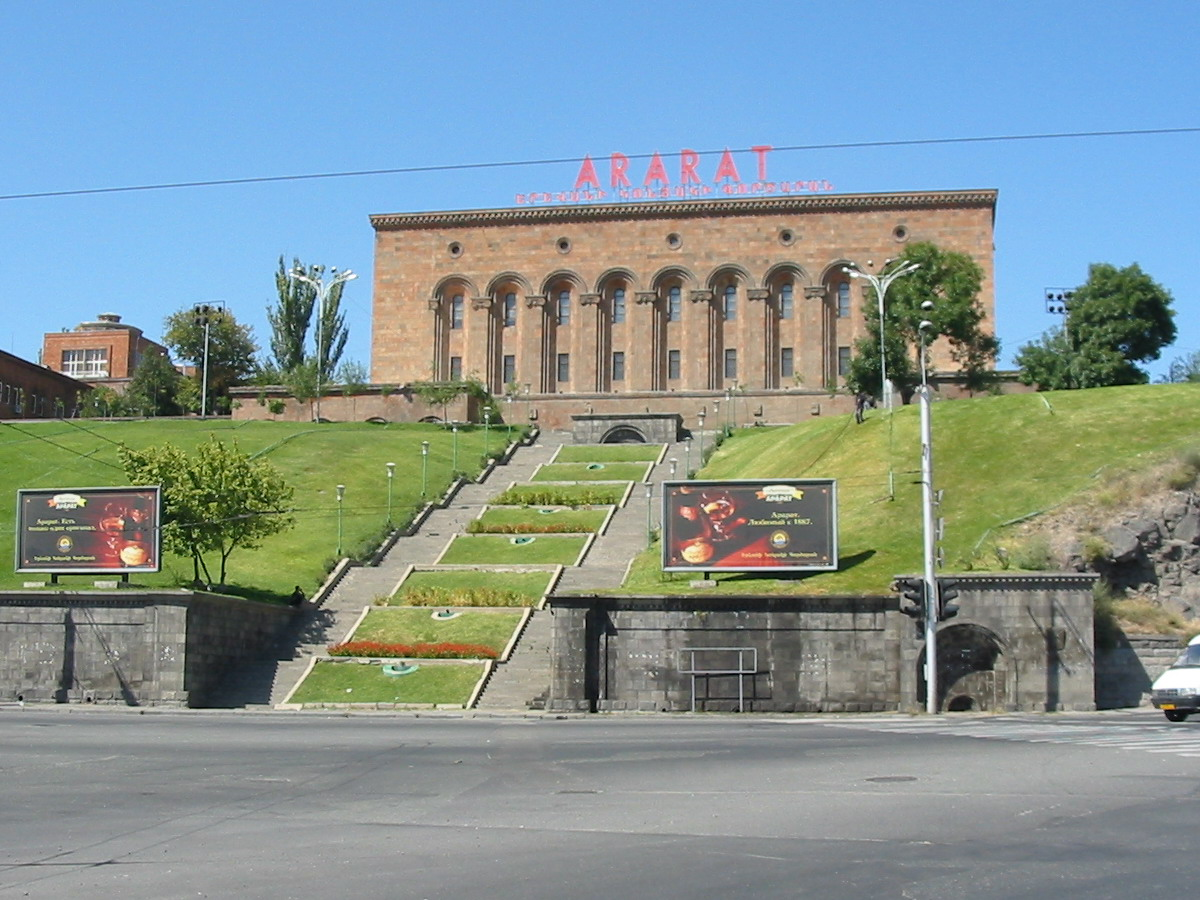
Immeuble principal de la société à Erevan.

YBC est fondée en 1887 par le riche marchand ami du fondateur de la maison de cognac à "camus"  David saradjishvili l'intérieur de la citadelle d'Erevan et est acquise en 1898 par Nikolay Shustov, producteur russe de vodka et de liqueurs dont la société, Shustov et Fils, est le fournisseur de la cour impériale russe. Lors de l'exposition universelle de 1900 à Paris, son brandy y reçoit un grand-prix et le droit d'être appelé « cognac ».
En 1948, la société est réorganisée et la Yerevan Wine Factory en est séparée. Son siège actuel est bâti en 1953 à l'extrémité du pont de la Victoire.
Privatisée après l'indépendance, YBC devient en juin 1998 une filiale du groupe Pernod Ricard pour 30 millions de dollars.

## Production

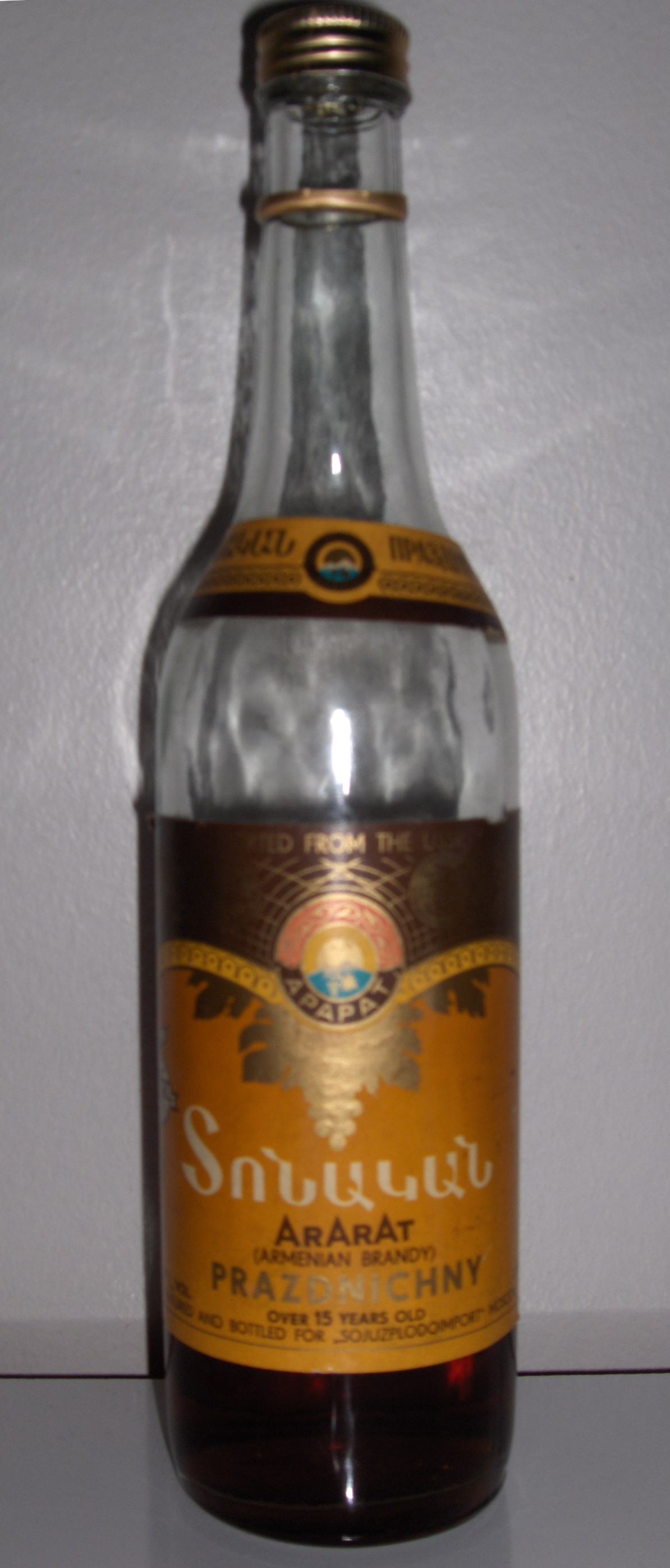
Ararat.

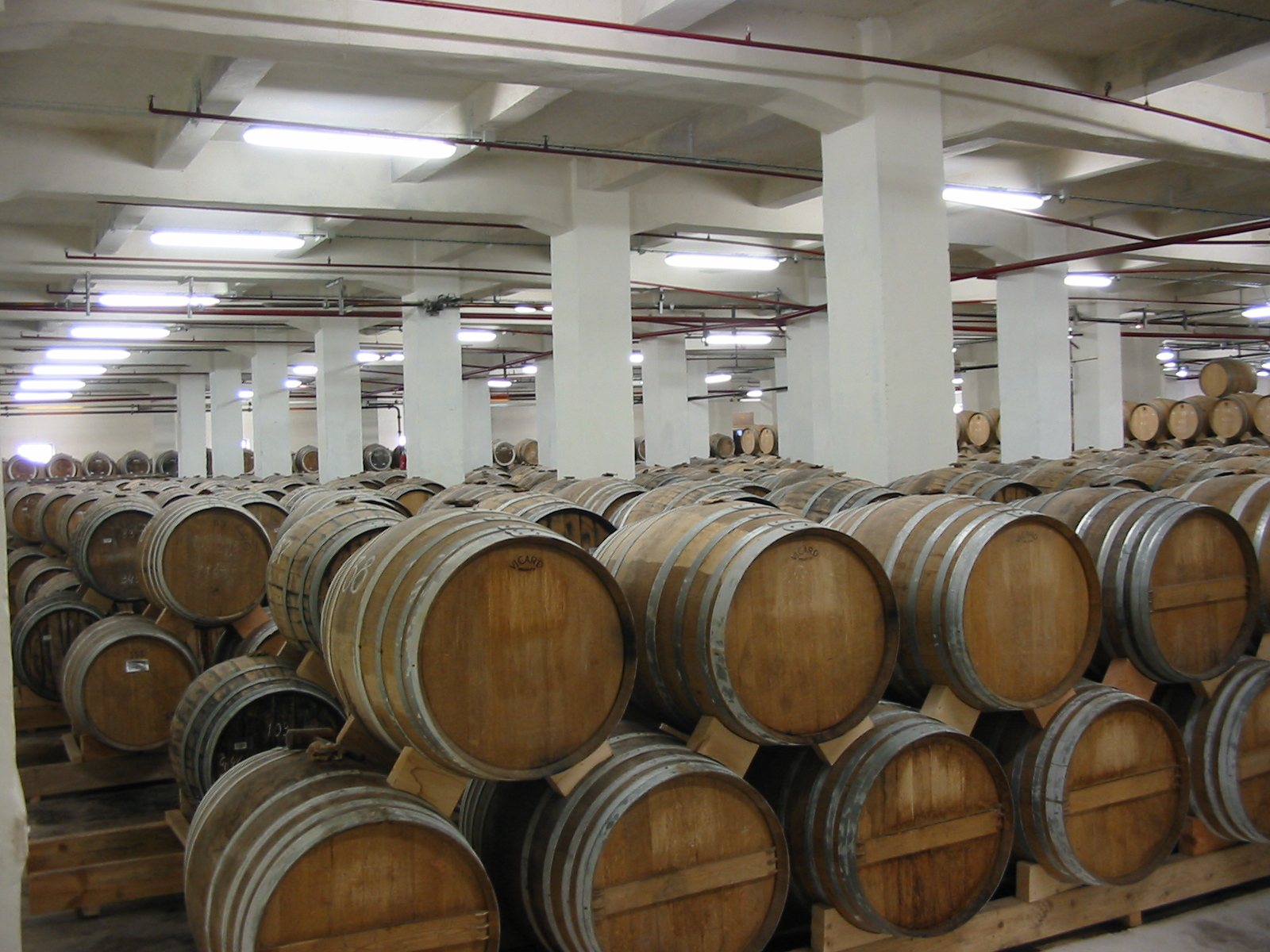
Entrepôt de la société.

De 1953 à 1991, YBC a le monopole de la production de brandy arménien. La société commercialise du brandy ordinaire (3, 4 et 5 ans d'âge) ou des appellations spéciales (Dvin, Yerevan, Nairi, Vaspurakan, Ararat et Akhtamar).
En avril 1999, à l'initiative de la société, une nouvelle appellation strictement réglementée est adoptée en Arménie, le « brandy arménien ».
Les produits de la société sont écoulés dans 25 pays.

## Projet de cession
En avril 2023, à la suite de l'arrêt des exportations des marques internationales de Pernod Ricard vers la Russie, une cession de l'usine a été envisagée.